# Allan Cunningham (mathématicien)
Pour les articles homonymes, voir Allan Cunningham et Cunningham.
Allan Joseph Champneys Cunningham (1842-1928) est un mathématicien britannique.

## Biographie
Né à Delhi, Cunningham est le fils d'Alexander Cunningham, archéologue et fondateur de l'Archaeological Survey of India. Jeune, il commence sa carrière militaire avec les ingénieurs du Bengale de la Compagnie des Indes orientales. De 1871 à 1881, il est professeur de mathématiques au Thomason College of Civil Engineering. À son retour au Royaume-Uni en 1881, il continue à enseigner dans des instituts militaires à Chatham, Dublin et Shorncliffe. Il quitte l'armée en 1891. Il passe le reste de sa vie à étudier la théorie des nombres. Un de ses sujets de recherche porte sur les facteurs de grand nombre de la forme {\displaystyle a^{n}\pm b^{n}}, tels que les nombres de Mersenne ({\displaystyle 2^{p}-1}) et les nombres de Fermat ({\displaystyle 2^{2^{n}}+1}). Son travail se poursuit à travers le projet Cunningham.